# イ・テイル
イ・テイル（이 태일、李 泰欥、1990年9月24日 - ）は、大韓民国の歌手である。Block B、T2Uのメンバー。

## 来歴
2011年にBlock Bのメンバーとしてデビュー。
2018年3月 韓国音楽著作協会、韓国音楽芸術連盟、韓国エンターテイメントプロデューサー協会が主催するブラインドミュージシャン賞の審査員に就任。

## ディスコグラフィー

### シングル
- インスピレーション（2015年）
- それは愛だった（2016年）
- ドールの夢（2016年）
- 私にやってくる（2017年）
- 最も簡単なこと（2017年）

## 出演

### テレビ番組
- The Call(2018年)[2]

## 受賞歴
- Melon Music Awardsホットトレンド賞(2017年) - ノミネート[3]